# Красних Олексій Євгенович
Олексій Євгенович Красних (нар. 9 листопада 1981, Херсон) — український актор, артист цирку, клоун, музикант і співак.

## Освіта
У 2005 році закінчив ХФУДМТУ за спеціальністю програміст. У 2006 році закінчив Київську муніципальну академію естрадного та циркового мистецтва за фахом - цирковий комік. В період з 2009 - 2010 навчався у театрі - студії Чорний квадрат

## Творчість
В часи навчання на програміста (яким Олексій жодного дня не працював) зацікавився клоунадою та пантомімою, перші виступи були вуличними, та проходили на майданах Польщі та Німеччини. Згодом виникло бажання зайнятися цим професійно, того ж року вступив до Естрадно циркової акадамії відразу на другий курс. Зі студентських років багато гастролював, працював у всіх цирках України, а також у різноманітних шоу за кордоном: Корея, Малайзія, Франція, Бельгія, Німеччина, Макао, Україна та ін.

## Звуки та музика у творчості Олексія
Музика і взагалі Звук - завжди відігравали, та продовжують це робити й по сьогодні, не аби яку роль у творчості артиста! Звідси й барвисте наповнення всіх своїх номерів звуками - блискуча звукоімітація, якою володіє Олексій не залишає нікого ніколи  байдужим. Яскравим прикладом поєднання багатьох жанрів та можливостів артиста є його моно вистава «Суперстар», яка побачила світ у 2016 році на фестивалі «Гогольфест», режисер вистави Костянтин Томільченко. вистава продовжує своє життя та розвиток, як  все живе, і сьогодні!
У 2020 в сумісній колаборації Олексія Красних з музиканом Тетяною Павлічук-Тишкевич виник музичний проєкт «Красна тиша» який тільки набирає обертів.

## Україна має талант
У 2021 році Олексій брав участь у телевізійному шоу "Україна має талант", де продемонстрував свої неймовірні навички імітації різних звуків.

## Фестивалі
Ялта - Москва транзит (2007) Друге місце
Фестиваль циркової режисури  Пітер (2010)
Міжнародний Фестіваль «Комедіада» Одеса (2015) - Гранпрі
Фестиваль «Золотий трюк» Кобзов (2014)
«Гогольфест» (2016) Київ
Театральний фестиваль «Живи» Харків (2018)
Театральний фестиваль «Молоко» (2021) Херсон, Миколаїв, Одеса - Друге місце

## Сім'я
Батько — Красних Євген — піаніст, мати Красних Ірина — музичний вихователь, старший брат Володимир — контрабасист. Дружина — Красних Вікторія (викладач з акторської майстерності, режисер) муза яка надихає і є першим радником по всіх питаннях творчості та всесвіту,  разом з 2004 року, виховують двох синів Марка та Лева